# Fissure pétro-tympanique
La fissure pétro-tympanique (ou scissure pétro-tympanique ou scissure tympano-pétreuse antérieure) est une fissure de l'os temporal qui va de l'articulation temporo-mandibulaire à la cavité tympanique.

## Description
La fissure pétro-tympanique sépare la fosse mandibulaire en deux parties.
Elle s'ouvre au-dessus et devant l'anneau osseux dans lequel s'insère la membrane tympanique.
L'ouverture dans la cavité tympanique mesure 2 mm de long.

## Contenu
Une branche du nerf crânien VII, la corde du tympan, traverse la fissure pour se joindre au nerf lingual.
La fissure permet le passage de l'artère tympanique antérieure et des veines tympaniques.
Dans la cavité tympanique, c'est le point d'insertion du ligament antérieur du malléus et le logement du processus antérieur du malléus. Quelques fibres de ce ligament empruntent la fissure pour se terminer sur l'épine de l'os sphénoïde.